# Dreng
 For alternative betydninger, se Dreng (film). (Se også artikler, som begynder med Dreng (film))
Ordet dreng bruges i dag oftest om et barn af hankøn.
Betegnelsen bruges også om et ungt menneske af hankøn; enten
- en karl, som er så ung, at han ikke er myndig.
- en skibsdreng, tidligere den laveste stillingsbetegnelse på et skib.
- i afslappet talesprog, f.eks. inden for idræt: en voksen mand.

I vikingetiden var en dreng et menneske af hankøn, som var myndig (over 12 år) og ugift.
Dreng kan også være en lærling, en læredreng; en der er i færd med at lære et håndværk. I uegentlig betydning, bænkdreng, dovendreng, samt bænkhage.

## Synonymer og dialekt
På bornholmsk hedder en dreng enj hôrra, hôrrinj, flera hôrra, hôrrana. Ordet er oprindelig en dialektudtale af hyrde.
Ordet knejt eller knajt er med tiden blevet udbredt over det meste af landet, svarende til ordet knægt, som det er en jysk udtale af.

## Billeder
- Nyfødt dreng bades
- Dreng med ged i Tadsjikistan, 2006
- Christian Blache: Portræt af en dreng
- Rembrandt Peale (en): George Taylor II eller Dreng fra Taylor-familien (ca. 1811-12)
- Bhutansk dreng med legetøjspistol, 2006
- Otto Bache: Dreng i matrostøj siddende på en hvid havebænk (1909)
- Dreng fra Vanuatu, 2009
- To ca. 10 år gamle drenge spiller fodbold, 2011
- August Bournonville som dreng, ca. 1817
- Drenge fra Banna-stammen i det sydvestlige Etiopien, 2012
- Carl Hoff (de): Porträt eines rothaarigen Jungen im Garten
- Kvægvogterdreng fra Banna-stammen i det sydvestlige Etiopien, 2012
- Piero della Francesca: Portræt af en dreng måske Guidobaldo da Montefeltro (sv) (ca. 1483)
- Dreng i skoleuniform fra Chile, 1990'erne
- Dreng på skateboard i Toronto, 2017
- Solkongen, Ludvig 14. af Frankrig som dreng malet af Justus van Egmont (en) (1650'erne)
- Islandske drenge hopper i vandet, 2009
- Dreng på arbejde på bomuldsspinderi i Massachusetts, 1916
- Filip den Smukke af Kastilien som fem-årig malet ca. 1483 af nederlandsk maler
- Drenge læser blade, Mannheim, Tyskland, 1955
- Ranuccio Farnese (sv) som tolv-årig malet af Tizian (1542)
- Dreng fra Burma ryger på en burmesisk cerut, 1912
- Dreng fra Tôlanaro i Madagaskar spiller på en kabosy (en), 2006
- Eero Järnefelt: Porträtt av konstnärens son (1887)
- Dreng fisker på Mekong floden i Laos, 2017
- Dreng med videokamera i Japan, 2008
- Dreng dyrker atletik i USA, 1917
- Harsh Mayar (en) modtager prisen Rajat Kamal Award som bedste barneskuespiller for sin rolle i I Am Kalam (en), 2011
- Jiang Zhen-Xiang fra Taiwan med tennisketcher, 1910'erne
- Ludvig 2. af Ungarn som dreng omkring 1515 malet af Bernhard Strigel (de)